# Anchenoncourt-et-Chazel
Anchenoncourt-et-Chazel è un comune francese di 244 abitanti situato nel dipartimento dell'Alta Saona nella regione della Borgogna-Franca Contea.

## Società

### Evoluzione demografica
Abitanti censiti